# Acalolepta pusio
Acalolepta pusio es una especie de escarabajo longicornio del género Acalolepta, tribu Monochamini, subfamilia Lamiinae. Fue descrita científicamente por Pascoe en 1858.
Se distribuye por la isla de Borneo. Mide aproximadamente 6-7 milímetros de longitud.